# 于默奥美术学院
于默奥大学美术学院成立于1987年，位于于默河东部城镇于默奥。美术学院与建筑学院、设计学院、视觉文化博物馆、Sliperiet孵化器和跨学科数据实验室共同构成了于默奥大学艺术校园。

## 培训
美术学院可提供两个美術领域的培训项目：三年制的学士学位项目(BFA)和两年制的硕士研究生项目(MFA)。此外美术学院还提供I、II、III级美学课程和暑期培训课程。美术训练包括实践和理论方面的指导。学生可学习到基于木材、金属、石膏、铜、版画的艺术创作以及照片、视频、音频和计算机技术。
自1993年以来学生的作品都被展示于学院的画廊中，每年学院还会举办公众艺术展，这通常是在校园内或附近的视觉文化博物馆举行。

## 研究
美术学院还与国家艺术研究院联合设立了一个艺术基金会并开展了一系列研究项目。

## 校舍
美术学院最初的校址位于乌默奥木浆厂内的一栋建筑中，其外墙由西格·克隆斯塔德于1909年设计。 该工厂始建于1910年，直到1954年一直是于默奥市最大的制造业工厂。 美术学院于1986年成立并于一年后搬迁至这栋建筑中。
2012年春美术学院搬迁至目前的新校舍，即艺术校区。以前的校舍于2013-2014年间改建为会议中心和艺术产业项目孵化器，但老校舍将依然用作举办学院的画展。